# Maják Seskar
Maják Seskar (rusky: Сескар, švédsky: Seitskär, finsky: Seiskari majakka) stojí na pobřeží stejnojmenného ostrova ve Finském zálivu v Baltském moři v Leningradské oblasti v Rusku. Nachází se 19 km od jižního pobřeží zálivu a 38 km od severního. Petrohrad je vzdálen 100 km a Kronštadt 78 km východně.

## Historie
Na severozápadní části ostrova na Severním mysu se nachází molo v délce 500 m a také maják, který byl postaven v roce 1858. V roce 2005 bylo na maják nainstalováno zařízení Regionálního systému námořní bezpečnosti (Региональной Системы Безопасности Мореплавания (РСБМ))

## Popis
Litinová věž o výšce 30 m je ukončená  ochozem a prosklenou lucernou. Věž majáku je bílá (dolní část) a červená (horní část). Zdroj světla se nachází ve výšce 30 m n. m. Světlo je elektrické (Fresnelova čočka). Na ostrově je vlastní výroba elektrické energie diesel agregáty. V areálu jsou přízemní obytné budovy, sklady nafty a olejů.

## Data
- výška věže 30 m[8][9]
- světelný zdroj 30 m n. m.
- skupinové, dva jedno vteřinové záblesky v intervalu 15 s
- sektor svitu 15°– 330°

označení:
- Admiralty C3968
- ARLHS ERU-005
- NGA 13288